# Tagoloan, Lanao del Norte

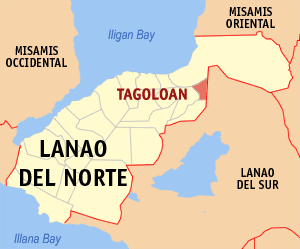
Bản đồ Lanao del Norte với vị trí của Tagoloan

Tagoloan là một đô thị hạng 5 ở tỉnh Lanao del Norte, Philippines. Theo điều tra dân số năm 2007, đô thị này có dân số 9.274 người.

## Các đơn vị hành chính
Tagoloan được chia ra 7 barangay.
- Dalamas
- Darimbang
- Dimayon
- Inagongan
- Kiazar (Poblacion)
- Malimbato
- Panalawan